# Parroquia de la Asunción (Pachuca)
La Parroquia de la Asunción es una parroquia ubicada en la ciudad de Pachuca de Soto, en el estado de Hidalgo, México.

## Historia

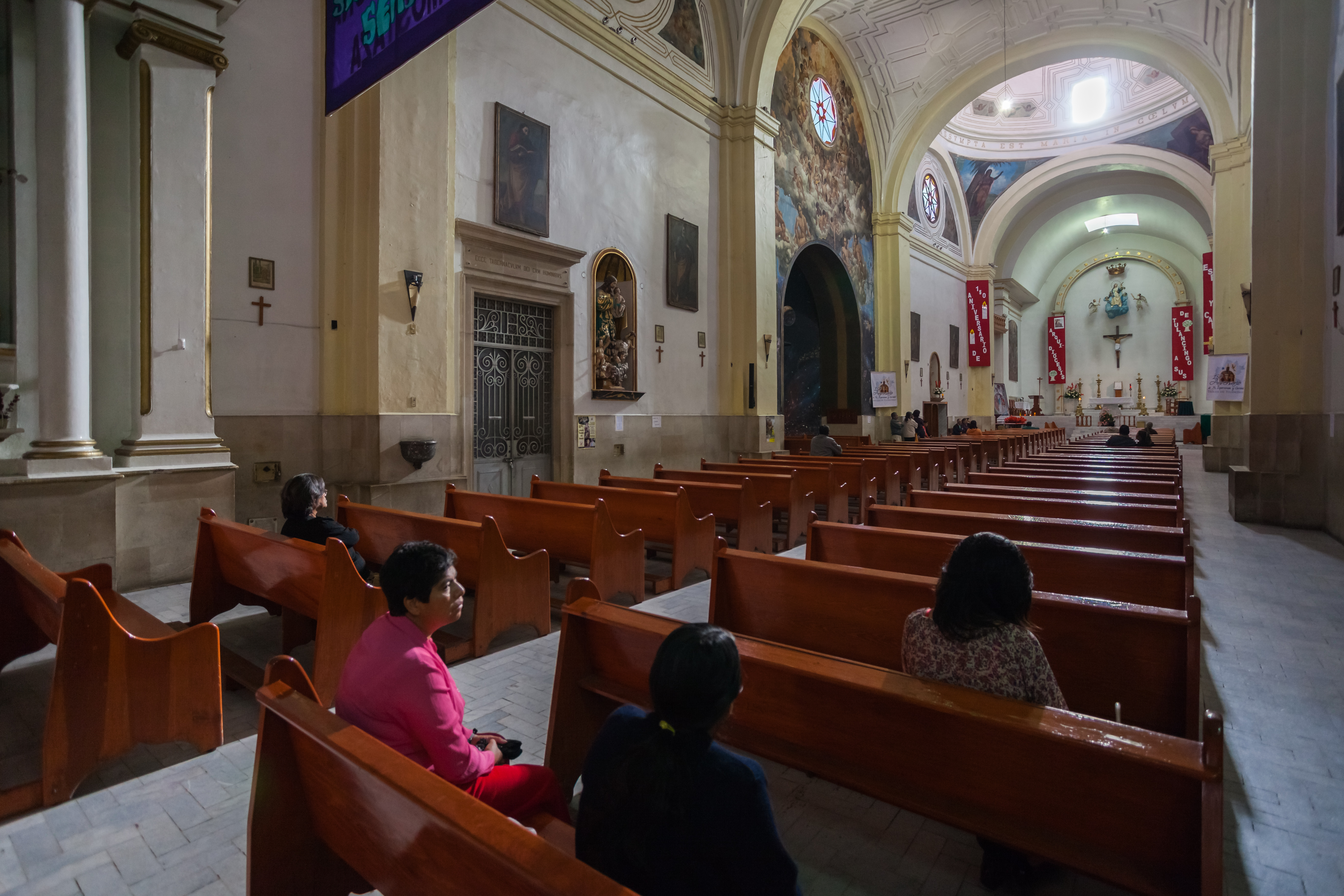
Interior del templo.

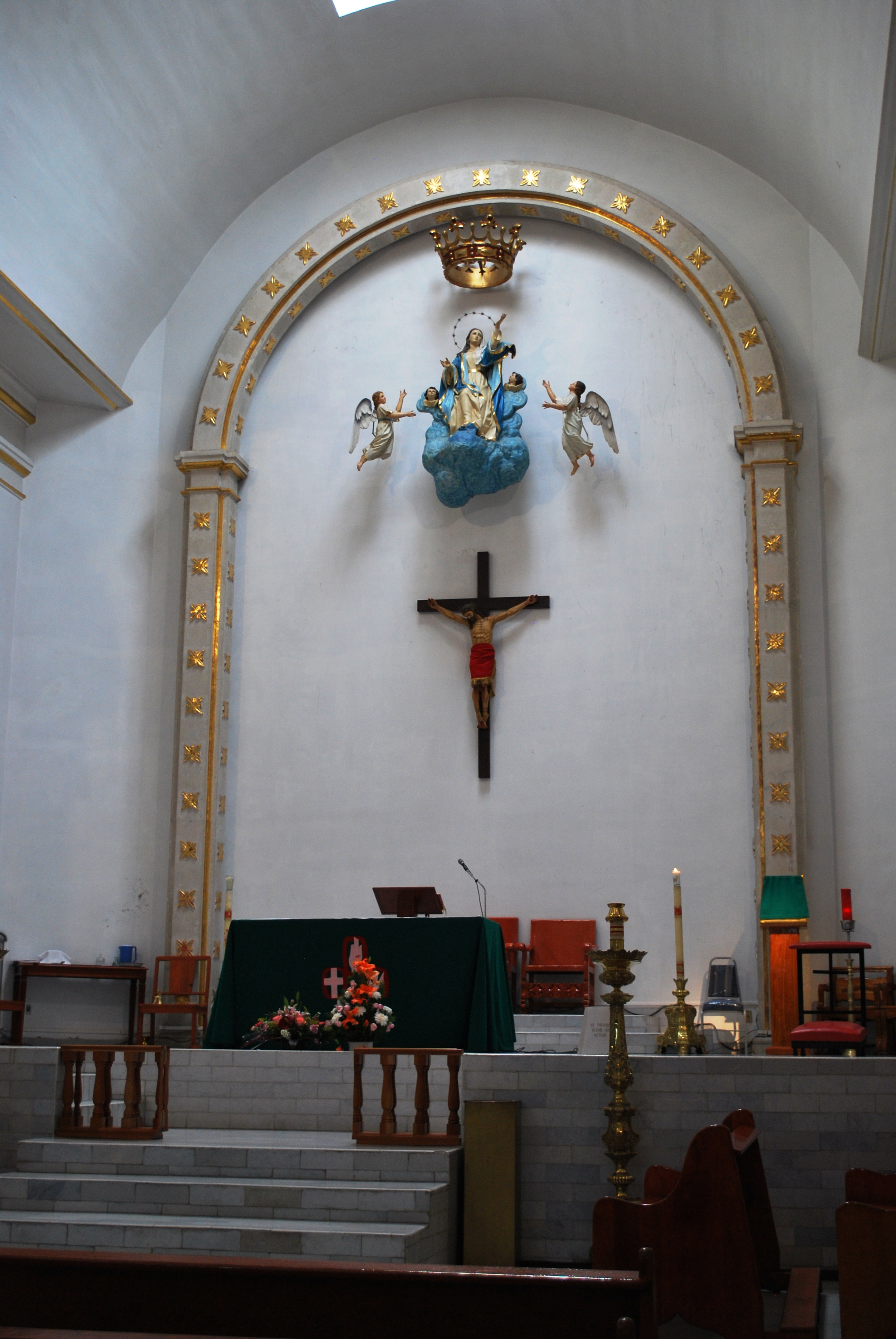
Altar principal.

La fundación de Pachuca de Soto, por los españoles, puede señalarse por algunos historiadores en el año de 1524; pero no es hasta el año 1528, con la llegada de Francisco Téllez, cuando se establece la policía y puede considerarse como una población.  La evangelización de Pachuca correspondió en un principio, a misiones itinerantes de franciscanos; probablemente procedentes de Tulancingo o Tepeapulco, quienes formalizaron su presencia en el estado de Hidalgo hacia 1528. Sin embargo fue el clero secular, el primero en establecerse en Pachuca, alrededor del año 1533.
La construcción religiosa más antigua realizada en esta región, fue una ermita dedicada a Santa María Magdalena, edificada en 1534 en terrenos de la república de indios de Pachuca, ubicada cerca de la población de Pachuquilla. A mediados del siglo XVI, se inició la construcción de un modesto templo, hecho de una sola nave, con paredes de adobe y techo de tejamanil, el cual fue concluido en 1553 y erigido en parroquia en el año 1560. Bajo la advocación primitiva de "La Santísima Virgen, en su Ascensión a los Cielos". El culto a Nuestra Señora de la Asunción, se fue generalizando entre los pobladores mineros, quienes la adoptaron como patrona.
En los primeros años, debido a la poca feligresía, los servicios religiosos fueron realizados por sacerdotes itinerantes del clero secular; la Arquidiócesis de México ordenó hacia el año de 1566, el nombramiento de un cura de planta, correspondiendo a Francisco Ruiz. La primera partida de casamiento de la parroquia, data del 7 de marzo de 1568, y se refiere a la unión de Martín Affue o Afue, con Magdalena de Castro, hija de Francisco Leandro. Debido al importante número de hablantes de la lengua otomí, a principios de 1575, se nombra sacerdote Pedro de Salamanca, quien era conocedor de ambas lenguas.
El 30 de noviembre de 1647, se procedió al derribo de la parroquia y se inició la construcción de una nueva (la que se encuentra actualmente), la que fue terminada y abierta al culto el 15 de agosto de 1719. Durante este lapso de tiempo estuvo en servicio, sea mediante altares provisionales fuera de la construcción, o bien en el interior de la nave, pero no es hasta el año 1719 cuando se la da por concluida.
Para construir la nueva parroquia, se solicitó y obtuvo, la licencia del Virrey, Marcos de Torres y Rueda, el 6 de mayo de 1649, y el permiso respectivo del Arzobispo de México, Juan Mañozca y Zamora, a fin de efectuar alrededor del 15 de agosto de cada año, una feria destinada a obtener fondos para la edificación. En 1667, se realizan por primera vez, confirmaciones en Pachuca. Las obras en el interior de la parroquia continuarían hasta 1784. En 1799 el cura Mariano Matamoros, es asignado como vicario de la parroquia, la presencia de Matamoros, abarca del 4 de abril de 1799 al 10 de noviembre de 1801, y estuvo bajo las órdenes cura Mariano Iturría Ipazaguirre.
No se sabe con exactitud cuándo la Virgen de la Asunción, cedió su patronazgo de la ciudad a San Francisco de Asís; puede deducirse que empezó a suceder a mediados del siglo XVIII, cuando Pedro Romero de Terreros, instituyó la fiesta y peregrinación al Templo de San Francisco. En 1861, a partir de la aplicación de las Leyes de Reforma, el templo fue seccionado, y vendidas diversas de sus porciones consideradas superiores a las necesidades de culto; el ala norte se enajenó a favor del minero Benito Arellano, quien a su vez la entregó al prestamista polaco, Francisco Lambert, a cuya muerte y por no haber formulado testamento, ni tener descendientes pasó a manos del gobierno estatal.
En 1865, la parroquia fue elevada a la categoría de vicaría foránea de la jurisdicción de Pachuca, y pasó a formar parte de la Arquidiócesis de México, siendo su primer beneficiado, el presbítero Luis Martiarena; y tener por subordinadas la parroquia de San Francisco en Pachuca, y las de Mineral del Chico, Epazoyucan, además de la vicaría fija de San Agustín Tlaxiaca. En estas condiciones permaneció, hasta el 19 de noviembre de 1905, en que pasó a ser parte integrante del Obispado de Tulancingo. Entre 1909 y 1920, en la administración del sacerdote Rafael León se cambiaron los ventanales rectangulares de la nave principal, por otros circulares;  se construyó la segunda planta del curato, y se recortó la torre de su campanario.
El ala norte que formó parte del complejo, fue ocupada como sede del ejecutivo estatal, hasta 1943, en que se transformó en Cámara de Diputados. En 1957, se establecieron en ese sitio diversas oficinas públicas, hasta que en 1970, es ocupada por el Ayuntamiento de Pachuca de Soto, finalmente, el edificio fue cedido a la Compañía Real del Monte y Pachuca y embargado paso a poder del Instituto Mexicano del Seguro Social quien estableció aquí su Delegación Metropolitana.
A partir de 1965, durante la estancia de monseñor Enrique Salazar y Salazar, se repuso la altura de la torre. Se intentó reacomodar el altar principal, colocándolo en el centro de la nave a la altura del crucero central; decorándose la nave del templo con pinturas de Jesús Becerril Martínez, que fueron retiradas en 1974, ya en el periodo del párroco Antonio Licea, al reponerse el altar principal en el testero oriente.

## Arquitectura

### Templo

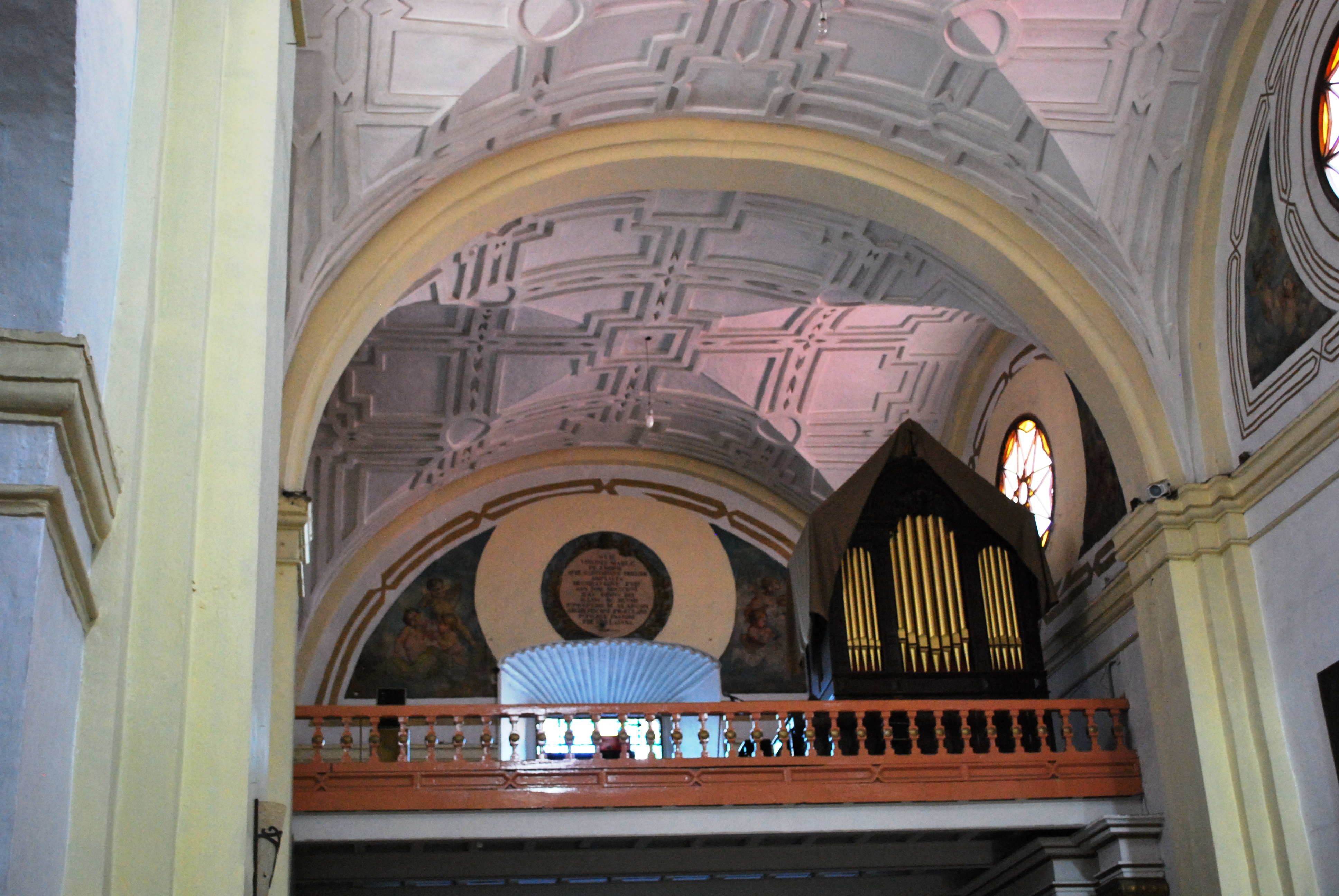
Área del coro.

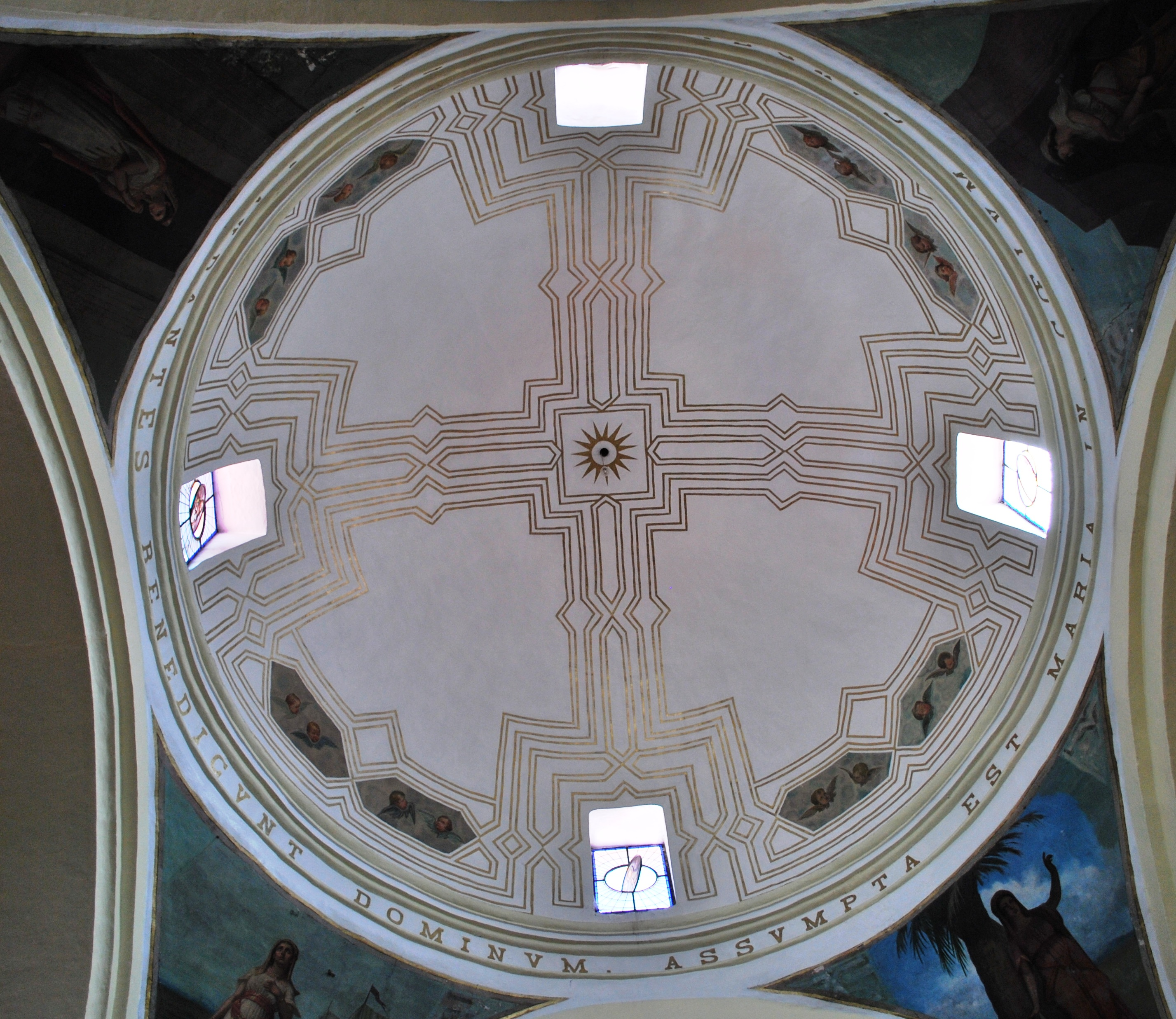
Cúpula del crucero.

La fachada del templo ve al poniente, la puerta es un vano con cerramiento de medio punto con arquivolta moldurada, y decorada la clave con un escudo pontificio. Encuadran el vano dos pilastras unidas en su parte superior por un cornisamento, arriba del cual se abre una ventana cuadrangular que da luz al coro y se corona por un frontón triangular. A la derecha de la fachada parroquial destaca el campanario cuadrangular, que constituye la base de una torre que fue demolida y que no llegó a restaurarse. Se le practicaron vanos con cerramiento de medio punto de sus cuatro costados y se cubrió con envigado y terrado; aloja cinco campanas.
El templo es de planta cruciforme con su eje longitudinal de poniente a oriente, se cubre con dos bóvedas de arista separadas por arcos, con medias muestras, a igual que las pilastras en que asientan. Las bóvedas decoradas con nervaduras que forman casetones de diversas figuras geométricas.
El coro ocupa el primer cuerpo de la nave y es un tapanco de madera sostenido por viguetas transversales; en este espacio existen dos altares laterales. El segundo cuerpo solo tiene un nicho en cada lado y una puerta que comunica a la capilla anexa. El cuerpo siguiente corresponde al crucero, que se cubre con una cúpula semiesférica sin tambor y con pechinas. El cuerpo siguiente, anterior al presbiterio, tiene bóveda de arista con nervaduras. El espacio anterior al presbiterio tiene dos balcones altos laterales que dan a un pequeño patio por el norte y a una de las habitaciones de la casa cural por el sur. Por el lado de la Epístola, una puerta cuadrangular da comunicación al antiguo cuadrante que hace las veces de pasillo entre el brazo sur de la cruz y la Sacristía.
El recinto del presbiterio está dividido por dos hileras de cuatro pilares, en tres espacios en sentido del eje del templo, a semejanza de tres naves, de las que la central se cubre con bóveda de cañón seguido. Las naves laterales tienen cubierta de bóveda plana más baja que la de la central. El presbiterio se halla sobre una plataforma de 1.50 m de altura, con piso revestido de madera, con una escalinata central de seis escalones. El templo recibe luz por cuatro ventanillas circulares del lado del Evangelio; tres iguales del lado de la Epístola; por las cuatro ventanas de la cúpula que cubre el crucero; por el tragaluz de la navecilla central del presbiterio y por la puerta y ventana de la fachada.
En el interior se contaba con un retablo del altar principal de estilo barroco en el que fueron talladas 20 imágenes de santos curas: Santos Lino, Dámaso, Clemente, Aniceto, Carlos Borromeo, Ascanio, Fulco, Hipólito, Natal, Juan Jorge Gilaber, Sebastián de Villoslada, Leonardo, Emiliano y Lucio; los B.B. Enrique cura de Atlatlacumba, Jacobo Vitriaco, Argentoli, Mateo de Francia, Antonio de Santa María y Roque González. Este retablo fue demolido en la segunda mitad del siglo XIX, para edificar en su lugar, un altar neoclásico que modificado en 1964, fue nuevamente repuesto con diversas variantes en 1975.

### Capilla anexa

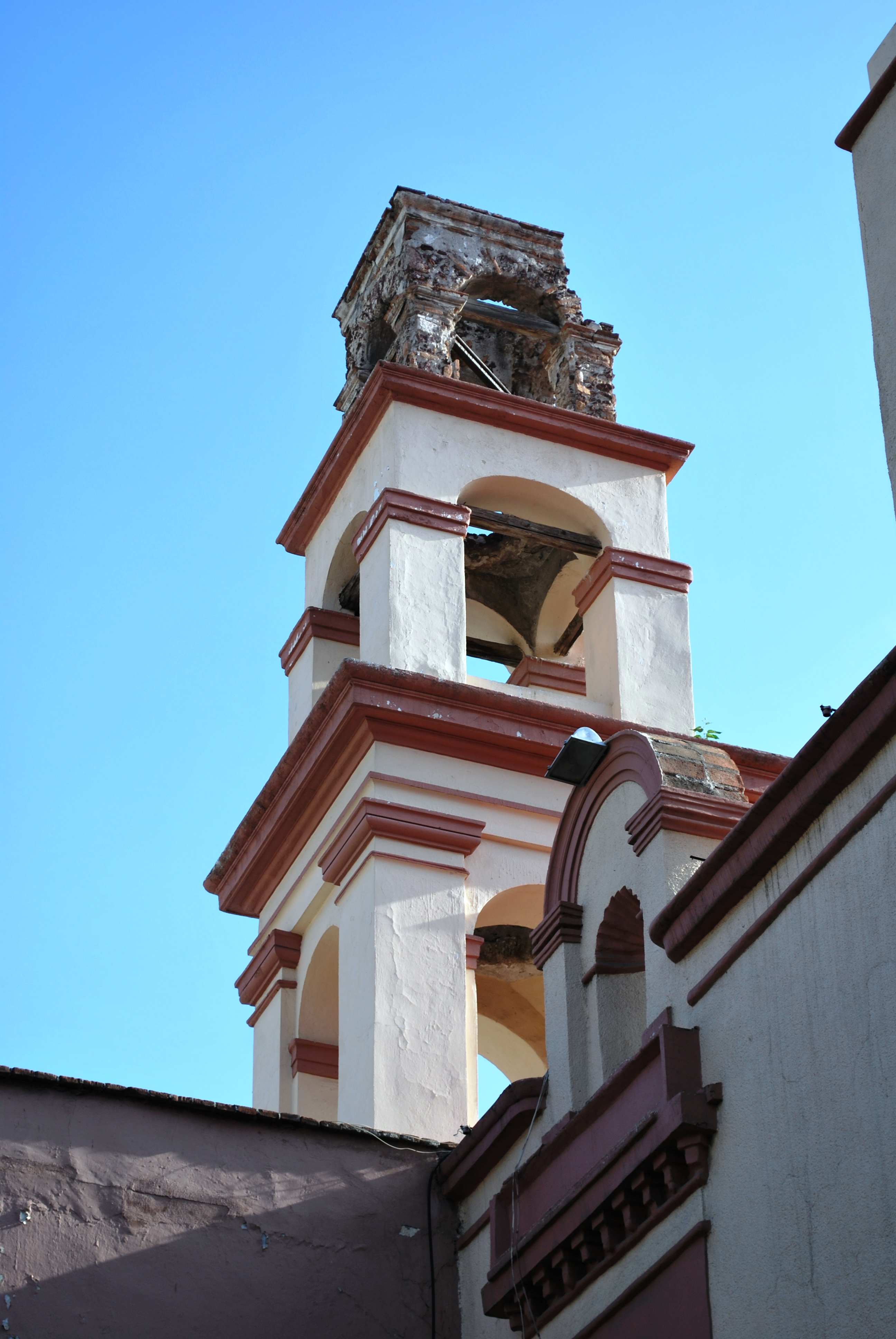
Torre de la capilla anexa.

A la izquierda de la fachada, se halla la portada de la capilla anexa, formada por una puerta con cerramiento de medio punto con arquivolta decorada con almohadillado liso y cuadrangular, con dos querubines en la clave sosteniendo una corona; la arquivolta principia en las impostas de los pies derechos en que asienta el arco y encuadran el vano dos anchas pilastras de fustes estriados que sostienen un entablamento. Sobre la cornisa se halla una ventana y poco arriba de esta sirve de remate al conjunto un pequeño nicho aconchado que encuadran dos pilarcillos de sección cuadrangular. A la izquierda de la entrada que da a la vía pública, se encuentra la entrada al cubo de la pequeña torre que ingraba la fachada de esta capilla; es de manipostería y desprovista de escalera.
Dicha capilla es de planta rectangular, de una sola nave cubierta con bóvedas de arista y dividida en cuatro cuerpos por arcos de sección cuadrangular y pilastras. En el primer espacio se halla el coro que apoya su construcción en un arco asentado en pilastras con basas e impostas y resguardado por un pretil. El presbiterio está determinado por una barandilla de hierro. Recibe luz la capilla por dos tragaluces practicados en la cubierta y por la puerta y ventanilla de la fachada; además, existen dos ventanillas octagonales en el muro norte.

### Casa cural

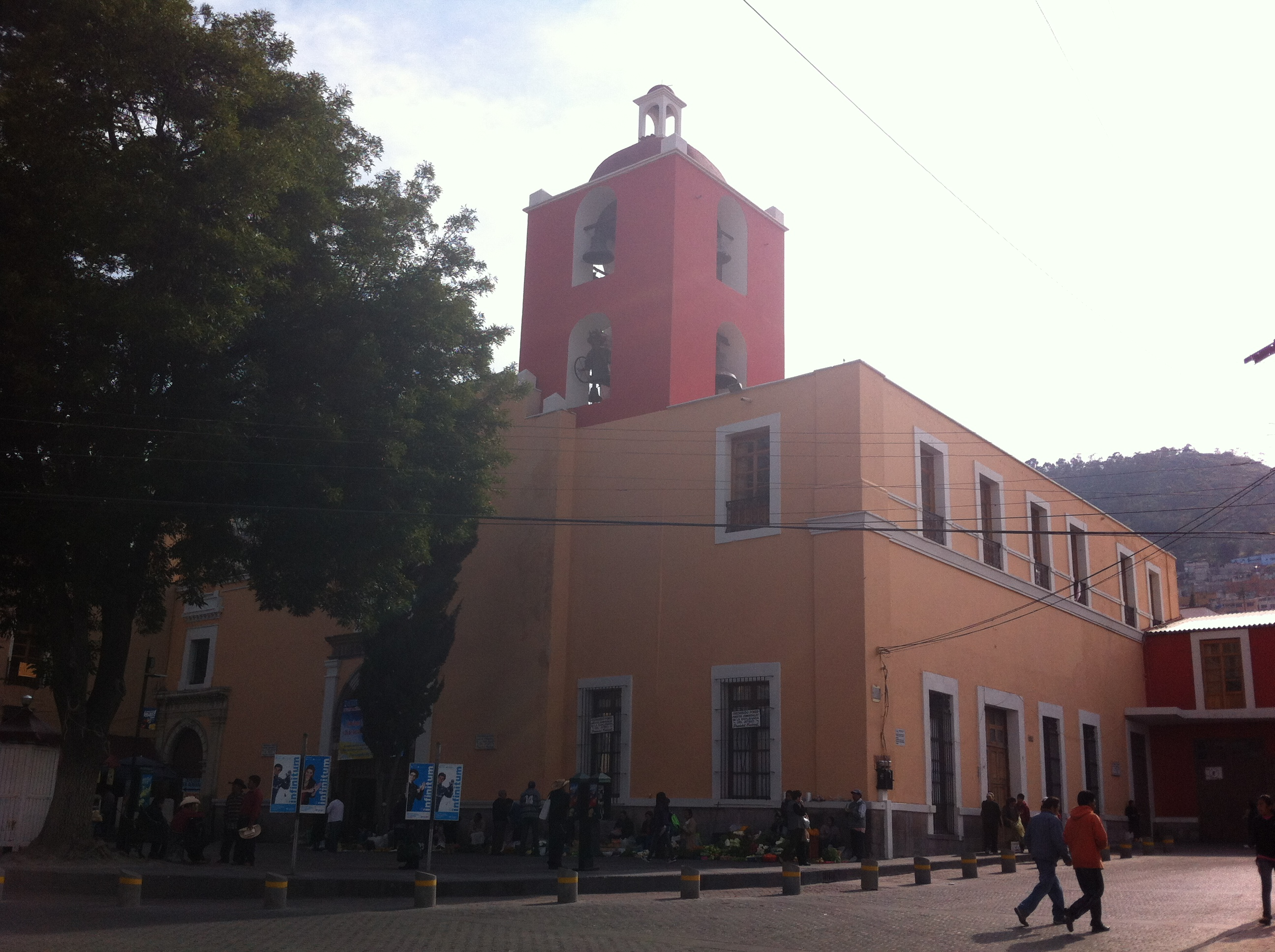
Campanario y casa cural.

El ángulo suroeste del predio, se continúa hacia la fachada sur de la casa cural, formada una amplia puerta y tres ventanas más, todas enrejadas, en el primer piso, y seis ventanas sin rejas para el segundo. La puerta de entrada es amplia y cuadrangular, con dintel y pies derechos de cantera; da acceso al zaguán que tiene su piso revestido de losas y el techo de envigado y terrado.
Inmediatamente a la izquierda se encuentra la entrada al cuadrante que se comunica al norte con el locutorio; ambas piezas son de mampostería, con pisos de madera y techos-pisos de envigado y terrado, provista la primera de una ventana al poniente y otra al sur y la segunda de una pequeña ventana con vista al jardín que precede al templo.
La continuación del zaguán es un vestíbulo con piso de cemento y cubierta de bóveda de cañón rebajado, con una puerta al fondo que da a una escalera muy angosta, que hacen subir al coro y a la parte superior de las bóvedas y de las cuales se pasa al campanario. Este vestíbulo se comunica por el poniente con el baptisterio, el cual cuenta con una pila monolítica de 1,50 m de diámetro por 0,80 m de altura, montada en un pequeño pedestal que asienta sobre un basamento semicircular de cantera y ladrillo. A este anexo corresponden las ventanas inmediatas al zaguán.
La sacristía es de planta cuadrangular con piso de madera y techo-piso de envigado y terrado, con dos ventanas al sur, enrejadas, más una
puerta a este costado que comunica con un pequeño cuarto bodega.

## Pintura

### Animas del purgatorio

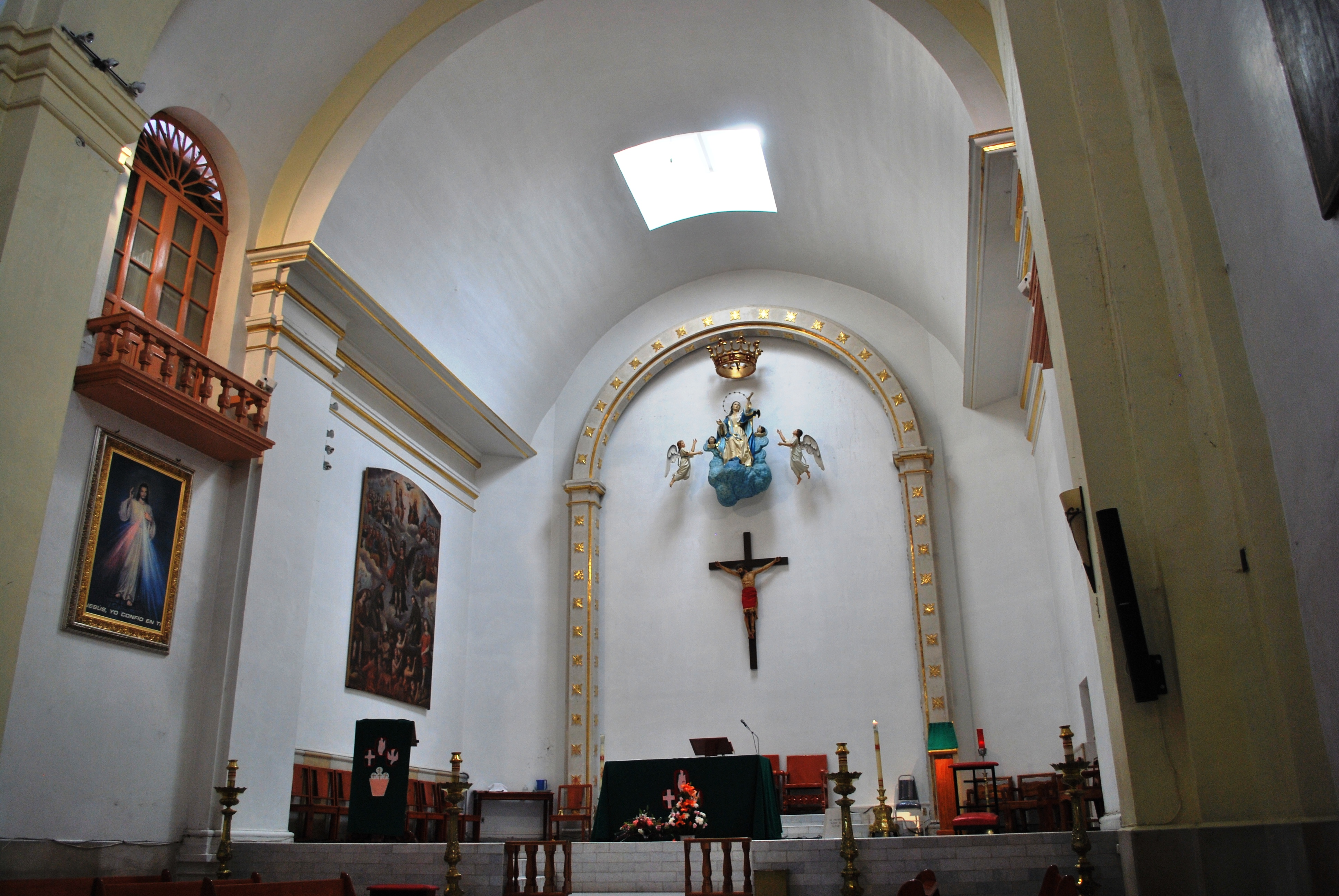
Altar principal, a la izquierda se aprecia el cuadro "Animas del purgatorio" de Juan Correa.

En la parroquia se conserva una pintura de Juan Correa, un lienzo al óleo de 1680, Animas del purgatorio. Es probable que la pintura se encontrara en el Templo de San Francisco, y transferida entre 1861 y 1895. En la pintura se observa de manera principal un arcángel, que se encuentra de pie con las alas abiertas; en la parte inferior el Purgatorio en llamas, con San Francisco y San Antonio ofreciendo ayuda; en la parte superior se encuentran, más santos sentados en las nubes, sirviendo de intercesores, encabezados por María, Juan, Pedro y Pablo.

### Mural de los Ángeles

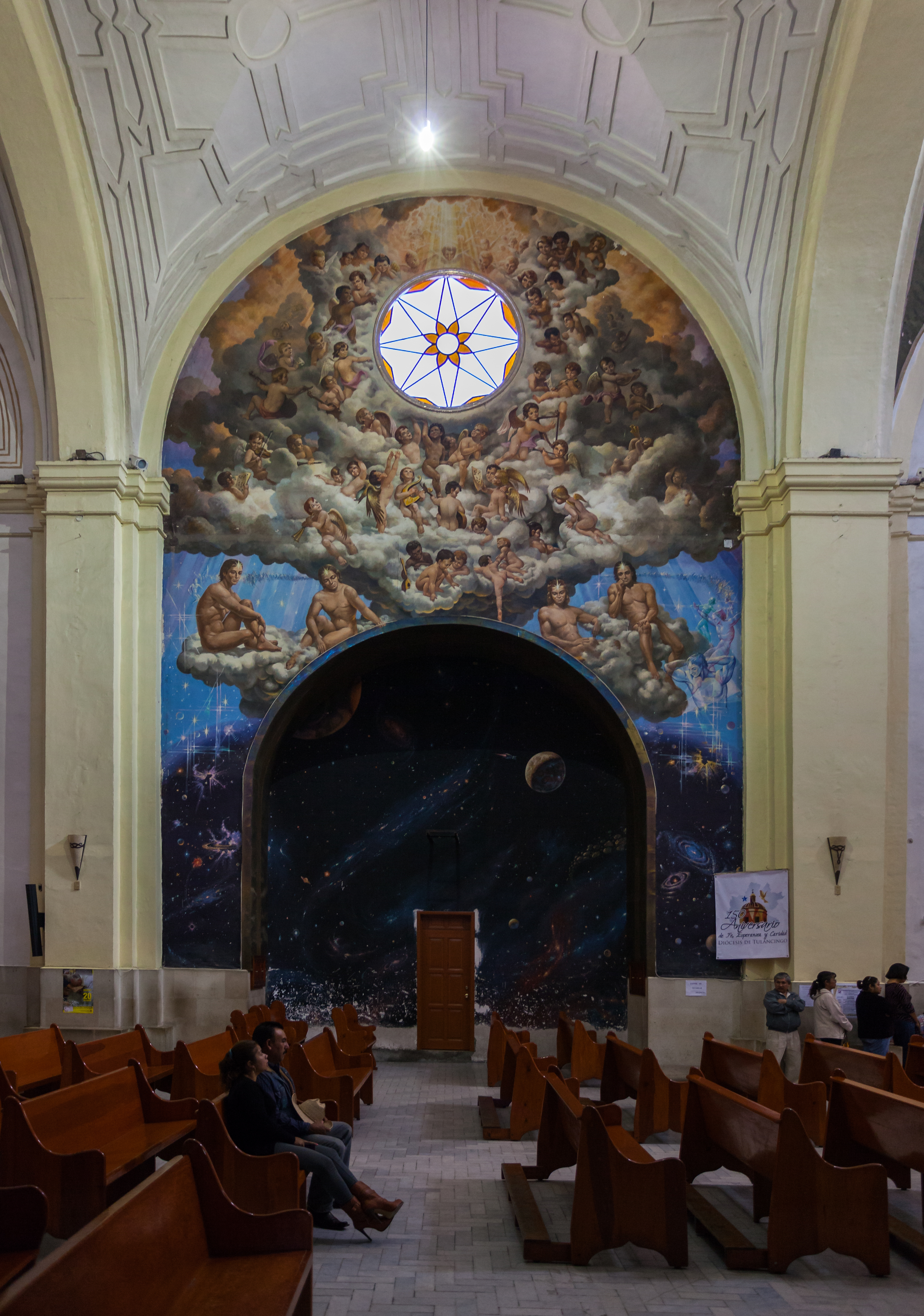
"Mural de los Ángeles" de Jesús Becerril Martínez.

En 1972 se emprendió un proyecto de Jesús Becerril Martínez, para la pared del altar principal que quedó inconcluso. En la parte superior representó a los ángeles rodeando a la virgen, y comenzó a pintar un monumental Cristo resucitado, pero los ángeles desnudos, provocaron protestas, lo cual llevó, a que se suspendiera el trabajo. Becerril manejaba la pintura sobre tela, fue así que la tela terminada de los ángeles fuera removida hacia el acceso del baptisterio. La tela inconclusa de Cristo, se conservaría guardada por el pintor; hasta que el obispo de Tulancingo, promovió que Becerril realizara su último mural religioso, en el seminario mayor de su diócesis.
En el Mural de los Ángeles, Becerril se inspiró en la visión del Apocalipsis. María estaría interpretada como la mujer vestida de Sol a la que los ángeles atienden, el espacio que ocupara la imagen de la virgen, esta ahora ocupado por una ventana circular. Los ángeles que rodean ese círculo, cantan y tocan instrumentos musicales. Otra referencia apocalíptica, son los ángeles desnudos masculinos,  sentados en los extremos a cuyos pies avanzan multitudes de hombres, con lo que alude a los cuatro vivientes y a los hombres justos. Otro detalle, es la presencia de un cohete dirigiéndose hacia la luna. Para el pintor es un intento de establecer la dimensión histórica de la salvación, así como la unión entre ciencia y religión.